# 58
Вижте пояснителната страница за други значения на 58.
58 (петдесет и осма) година е обикновена година, започваща в неделя по юлианския календар.

## Събития

### В Римската империя
- Пета година от принципата на Нерон Клавдий Цезар Август Германик (54 – 68 г.)
- Консули на Римската империя са Нерон (III път) и Марк Валерий Месала Корвин. Суфектконсули през тази година стават Гай Фонтей Агрипа (май/юни), Авъл Петроний Луркон (юли–декември) и Авъл Паконий Сабин (юли–декември).
- Отхвърлено е предложение Нерон да стане пожизнен консул (consul perpetuus).[1]
- Гней Домиций Корбулон нахлува с армията си от четири легиона в Армения, където превзема и разрушава столицата Арташат, а цар Тиридат I е принуден да търси спасение в Адиабена.[1][2]
- Заради успехите в Армения, Нерон е приветсван като победител, а Сенатът нарежда изграждането на триумфални арки и издигането на нови статуи в негова чест.[2]
- Гай Светоний Павлин наследява Квинт Вераний като управител на провинция Британия.[3]

## Починали
- Квинт Вераний, римски политик и сенатор